# Andrzej Mierzejewski
Andrzej Mierzejewski (Chełmża, 7 december 1960) is een voormalig Pools wielrenner. Hij is samen met Marian Wieckowski en Dariusz Baranowski recordhouder van het aantal overwinningen van de Ronde van Polen. Hij behaalde driemaal de eindoverwinning in deze ronde (1982, 1984 en 1988).

## Belangrijkste overwinningen
1982
- 3e etappe Ronde van Polen
- Eindklassement Ronde van Polen

1984
- 6e en 8e etappe Ronde van Oostenrijk
- 5e etappe Ronde van Polen
- Eindklassement Ronde van Polen

1985
- Pools kampioen op de weg, amateurs
- 2e etappe Vredeskoers
- 2e etappe Settimana Ciclista Lombarda

1986
- 6e etappe Settimana Ciclista Lombarda

1987
- 4e etappe Ronde van Zweden
- 1e etappe Ronde van Polen (Proloog)

1988
- 3e etappe Ronde van Oostenrijk
- Pools kampioen op de weg, amateurs
- Eindklassement Ronde van Polen

1989
- Bloomington, Verenigde Staten

1990
- 7e etappe International Cycling Classic, Verenigde Staten
- Muscatine, Verenigde Staten
- Salt Creek (criterium), Verenigde Staten

1991
- 1e etappe New Hampshire Omnium, Verenigde Staten
- Einklassement New Hampshire Omnium

1993
- Manitou Springs, Verenigde Staten
- Santa Clarita, Verenigde Staten
- Visalia, Verenigde Staten

1996
- Eindklassement Malopolski Wyscig Gorski, Polen